# Walter Medley Tattersall
Walter Medley Tattersall (8 november 1882 - 5 oktober 1943) was een Britse zoöloog en mariene bioloog, beroemd om zijn studie van aasgarnalen. 
Hij werd geboren op 8 november 1882 in Liverpool. Hij studeerde zoölogie aan de Universiteit van Liverpool, waar hij in 1901 afstudeerde. Vervolgens werkte hij als natuuronderzoeker bij het Ierse Ministerie van Visserij (een voorloper van wat later het Ierse Ministerie van Landbouw, Voedsel en Marine zou worden) onder Ernest William Lyons Holt, waar hij zijn studies over schaaldieren begon. In 1909 werd hij directeur van het Manchester Museum en werkte hij ook als docent mariene biologie aan de universiteiten van Manchester en Sheffield. 
Tijdens de Eerste Wereldoorlog diende hij als soldaat in Vlaanderen en Frankrijk, waar hij in 1918 gewond raakte. Midden in de oorlog, in 1916, trouwde hij met Olive Selden Attride (1890–1978).
In 1922 werd hij benoemd tot hoogleraar aan de Cardiff-universiteit, een functie die hij de rest van zijn leven zou bekleden. Hij werd zeer gerespecteerd als docent zoölogie en mariene biologie en ook als veldonderzoeker en taxonoom. Tattersall heeft een indrukwekkend publicatierecord; hij is de taxonomische autoriteit voor een groot aantal schaaldieren, in het bijzonder van aasgarnalen (Mysida) en krill (Euphausiacea). De meeste illustraties in zijn publicaties zijn getekend door zijn vrouw Olive, die zelf een opmerkelijk carcinoloog was. 

## Geselecteerde werken
- Tattersall, W. M. & O. S. Tattersall. British Mysidacea. Pisces Conservation Ltd. ISBN 1-904690-09-2.

- Gemeinsame Normdatei: 1017398321
- International Standard Name Identifier: 0000 0000 8265 5078
- Library of Congress Control Number: no2006061832
- Nederlandse Thesaurus van Auteursnamen: 069575746
- Système universitaire de documentation: 123053293
- Trove: 481032
- Virtual International Authority File: 73608382
- WorldCat: E39PBJbRpRHgGHTDpmvXfpFVG3